# Paridris leda
Paridris leda is een vliesvleugelig insect uit de familie van de Scelionidae. De wetenschappelijke naam van de soort is voor het eerst geldig gepubliceerd in 1985 door Kozlov & Kononova.